# Bestia longipes
Bestia longipes là một loài Rêu trong họ Leucodontaceae. Loài này được (Sull. & Lesq.) Broth. mô tả khoa học đầu tiên năm 1906.